# Massacri delle paludi del Pryp"jat'
I massacri delle paludi del Pryp"jat' (in tedesco: Prypyatsümpfe Säuberung) furono una serie di omicidi di massa, compiuti dalle forze militari tedesche, contro i civili ebrei in Bielorussia e Ucraina, durante il luglio-agosto 1941. Il leader delle SS Heinrich Himmler ordinò queste operazioni, furono effettuate dalle unità della Wehrmacht sia dell'esercito che delle Waffen SS: a queste unità fu ordinato di uccidere il maggior numero possibile di ebrei, in una regione intorno alle paludi del Pryp"jat', comprendente nove raions della RSS Bielorussa e tre raions della RSS Ucraina.
Questi massacri sono considerati i primi omicidi di massa pianificati di civili perpetrati dalla Germania nazista. Almeno 13788 persone furono uccise nella prima fase, mentre nella seconda fase furono uccisi 3500 persone tra uomini e ragazzi ebrei. Il principale sistema impiegato nelle esecuzioni fu la fucilazione, dopo aver radunato la popolazione locale, furono provati anche metodi alternativi incluso l'annegamento nelle paludi.
I villaggi di Dvarets, Khochan', Azyarany, Starazhowtsy e Kremna furono completamente distrutti da un incendio mentre Turaw fu parzialmente distrutto.

## Storia
L'operazione fu ordinata dal Reichsführer-SS Heinrich Himmler, fu condotta dalla Brigata di Cavalleria delle SS, come anche dalla 162ª Divisione di Fanteria e dalla 252ª Divisione di Fanteria della Wehrmacht, sotto il comando generale dell'HSSPF Erich von dem Bach. Iniziata il 28 luglio 1941 e durata fino ad agosto, l'operazione si svolse in due fasi, con la seconda fase iniziata il 14 agosto. Non ci sono dati sulle perdite delle truppe delle SS nei rapporti. I documenti tedeschi catturati sull'operazione raggiunsero Mosca nel gennaio 1942 e furono pubblicati nella nota del Commissario del popolo per le relazioni estere dell'URSS, emessa il 27 aprile. Questa nota fu indirizzata a tutti i paesi con i quali l'URSS aveva intrattenuto relazioni diplomatiche. 
Si ritiene che l'eco internazionale e lo shock causato da questa diffusione abbiano spinto i nazisti a nascondere o distruggere gli altri materiali coinvolti in questa operazione.

## Inizio degli eventi
Il 19 luglio 1941, il 1º e il 2º Reggimento di Cavalleria delle SS furono assegnati al comando generale dell'HSSPF Erich von dem Bach. La data di inizio dell'operazione è considerata il 28 luglio 1941. In quel giorno i due reggimenti di cavalleria delle SS furono trasferiti a Baranavichy per il "sistematico rastrellamento delle paludi del Pryp"jat'". Poco dopo, Himmler ordinò la formazione della Brigata di cavalleria delle SS sotto il comando di Hermann Fegelein dal 1º e 2º reggimento di cavalleria delle SS. Inoltre, Himmler ordinò a von dem Bach di presentargli il piano dell'operazione di sterminio. L'"Ordine speciale" di Himmler del 28 luglio 1941 impose a von dem Bach di sterminare duramente la popolazione della regione delle paludi del Pryp"jat' "con un atteggiamento sgradevole nei confronti dei tedeschi", e cioè di sparare a uomini, deportare donne e bambini, confiscare bestiame e cibo, bruciare abitazioni. Al contrario, la popolazione "che mostrava un atteggiamento gradevole verso i tedeschi" doveva essere "risparmiata" e persino parzialmente armata.
Gli ordini di Himmler per l'operazione furono passati a Fegelein tramite il SS-Brigadefuhrer Kurt Knoblauch il 28 luglio a Liakhovichi, in Bielorussia. Fegelein interpretò questi ordini come segue: i soldati nemici in uniforme dovevano essere fatti prigionieri e quelli trovati senza uniforme dovevano essere fucilati. I maschi ebrei, ad eccezione di pochi lavoratori qualificati come medici e pellettieri, sarebbero stati fucilati. Fegelein divise il territorio da coprire in due sezioni separate dal fiume Pripyat, con il 1º Reggimento che prendeva la metà settentrionale e il 2º Reggimento quella meridionale. I reggimenti si fecero strada da est a ovest attraverso il territorio assegnato e presentarono dei rapporti giornalieri sul numero di persone uccise o fatte prigioniere.
Himmler notificò a Fegelein, tramite un telegramma del 1º agosto, che il numero di vittime era troppo basso. Pochi giorni dopo, Himmler emise l'ordine di reggimento n. 42, che prevedeva l'uccisione di tutti gli ebrei maschi di età superiore ai 14 anni, mentre le donne e i bambini dovevano essere spinti nelle paludi ed annegati. In questo modo le unità di Fegelein furono tra le prime nell'Olocausto a spazzare via intere comunità ebraiche. Poiché l'acqua nelle paludi era troppo bassa e alcune aree non avevano paludi, si rivelò poco pratico annegare le donne e i bambini, e quindi alla fine furono fucilati anche loro.

### La prima fase
Le forze del 1º reggimento di cavalleria si spostarono da Baranavichy in direzione di Lyakhavichy — Hantsavichy, Baranavichy — Ivatsevichy — Byaroza — Pruzhany rastrellando il territorio a sud, sud-est e sud-ovest fino a raggiungere il fiume Pripyat. Le forze del 2º reggimento di cavalleria si mossero da Lutsk nelle direzioni di Kamen'-Kashirski — Drohiczyn — Ivanava e Sarny — Luninyets — Pinsk perquisendo il territorio a sud e a nord del fiume Pripyat, fino a riunirsi con il 1º reggimento.
Coordinandosi con gli spostamenti del 2º reggimento di cavalleria delle SS, l'Einsatzgruppe B condusse lo sterminio di massa della popolazione ebraica a Pinsk. Oltre a ciò, diversi elementi del 1º e 2º reggimento di cavalleria delle SS formarono la forza principale per bloccare le forze sovietiche che sfondarono l'accerchiamento nelle vicinanze dell'autostrada Slutsk - Babruysk il 27 luglio.

### La seconda fase
Le forze della Brigata di cavalleria delle SS si spostarono dalla linea iniziale della ferrovia Baranavichy - Luninyets a est, conducendo la "pulizia" delle sponde destra e sinistra del fiume Pripyat mantenendosi a sud dell'autostrada R-1 (Brest - Slutsk - Babruysk).
Nel corso di questa fase, il 21 agosto 1941 vicino a Turaw, il 2º Reggimento combatté uno o due battaglioni di truppe regolari e irregolari sovietiche. Secondo il rapporto del 29 agosto, le perdite della brigata tedesca furono di 23 morti e feriti mentre le perdite delle truppe sovietiche furono da 600 a 700 morti e 10 prigionieri.
Nel corso dei giorni seguenti il 1º Reggimento rastrellò la regione di Starobin — Lyuban — Ptsich, ed il 2º Reggimento avanzò ad est della linea di Kol'na — Lyakhavichy (Knyaz'-Vozyera) verso il fiume Ptsich. La seconda fase dell'operazione si è conclusa il 29 agosto o il 31 agosto. Il rapporto finale di Fegelein sull'operazione, datato 18 settembre, afferma che uccisero 14178 ebrei, 1001 partigiani e 699 soldati dell'Armata Rossa con perdite di 17 morti, 36 feriti e 3 dispersi.
Lo storico Henning Pieper stima che il numero effettivo di ebrei uccisi fosse più vicino a 23700 persone.